# Günter Schneider
Günter Schneider (Planitz, 3 luglio 1924 – Berlino, 29 novembre 2000) è stato un calciatore tedesco orientale, di ruolo centrocampista.

## Statistiche

### Cronologia presenze e reti in Nazionale
| Cronologia completa delle presenze e delle reti in nazionale ― Germania Est | Cronologia completa delle presenze e delle reti in nazionale ― Germania Est | Cronologia completa delle presenze e delle reti in nazionale ― Germania Est | Cronologia completa delle presenze e delle reti in nazionale ― Germania Est | Cronologia completa delle presenze e delle reti in nazionale ― Germania Est | Cronologia completa delle presenze e delle reti in nazionale ― Germania Est | Cronologia completa delle presenze e delle reti in nazionale ― Germania Est | Cronologia completa delle presenze e delle reti in nazionale ― Germania Est |
| Data                                                                        | Città                                                                       | In casa                                                                     | Risultato                                                                   | Ospiti                                                                      | Competizione                                                                | Reti                                                                        | Note                                                                        |
| --------------------------------------------------------------------------- | --------------------------------------------------------------------------- | --------------------------------------------------------------------------- | --------------------------------------------------------------------------- | --------------------------------------------------------------------------- | --------------------------------------------------------------------------- | --------------------------------------------------------------------------- | --------------------------------------------------------------------------- |
| 26/09/1954                                                                  | Osijek                                                                      | Germania Est                                                                | 0 – 1                                                                       | Polonia                                                                     | Amichevole                                                                  | -                                                                           | 75’                                                                         |
| Totale                                                                      |                                                                             | Presenze                                                                    | 1                                                                           |                                                                             | Reti                                                                        | 0                                                                           |                                                                             |